# Lucky McKee
Edward Lucky McKee (Jenny Lind, Califórnia, 1 de novembro de 1975), simplesmente referido como Lucky McKee, é um realizador, escritor e ator norte-americano, amplamente conhecido pelo filme de culto May (2002). É essencialmente reconhecido pelo seu trabalho em filmes de terror.

## Vida e carreira
Nasceu em Jenny Lind, Califórnia. 
Como realizador, teve o seu momento revelação com o filme de terror All Cheerleards Die (2001), seguido do filme de culto May (2002). Posteriormente realizou o telefilme Sick Girl, o 10º episódio da primeira temporada da popular série de TV Masters of Horror, emitida pela Showtime, que lhe valeram boas críticas. Realizou também o filme The Woods, que foi lançado em DVD em 3 de outubro de 2006, e em 2013 co-realizou o remake All Cheerleaders Die.
Como argumentista, McKee adquiriu os direitos autorais do romance The Lost, de Jack Ketchum, e produziu a adaptação cinematográfica dirigida por Chris Sivertson. Também adaptou Red de Ketchum e codirigiu o filme, que estreou fora da competição no Festival de Cinema de Sundance de 2008. As filmagens foram interrompidas quando Red estava quase concluído, com McKee como realizador, em dezembro de 2006, sendo retomadas em Maryland após um hiato de mais de seis meses, com um realizador diferente, o norueguês Trygve Allister Diesen.
Também dirigiu e escreveu o segmento "Ding Dong" do filme antológico Tales of Halloween.

## Filmografia

### Como realizador (longa-metragens)
- All Cheerleaders Die (2001, co-realizado com Chris Sivertson)
- May (2002)
- The Woods (2006)
- Red (2008, directed part of the film before being removed and replaced with Trygve Allister Diesen)
- The Woman (2011)
- All Cheerleaders Die (2013, co-realizado com Chris Sivertson, remake do filme de 2001)
- Blood Money (2017)
- Kindred Spirits (2019)
- Old Man (2022)

### Como realizador (curtas-metragens e telefilmes)
- Sick Girl (2006, episódio da série de TV Masters of Horror)
- Blue Like You (2008, curta-metragem)
- Ding Dong (2015, segmento do filme antológico Tales of Halloween)
- I Got It Bad (And That Ain't Good) (2021, videoclipe de AJ Lambert)
- Time of the Monkey (2023, episódio da série de TV Pokerface)

### Como ator
- Evil Demon Golfball from Hell!!! (1996, curta-metragem de Rian Johnson) como Woodsy
- May (2002) como Figurante no elevador
- The Big, Weird Normal (2002) como Weegee e Bean
- Hollywould (2003) como Amigo
- Roman (2006) como Roman
- Blue Like You (2008) como Patrick